# Park Chu-young
Park Chu-young - em coreano, 박주영 (Daegu, 10 de julho de 1985) - é um ex-futebolista sul-coreano que atuava como atacante.

## Carreira

### Clubes
Em março de 2005, Park deixou o Korea University para ingressar no Seoul, marcando o primeiro gol de sua carreira profissional na liga contra o Songnam. A seguir, veio uma sequência de quatro gols em quatro partidas, e Park marcou, pela primeira vez, três gols em uma mesma partida da K-League, contra o Gwangju.
Em 10 de julho comemorou seu 20.° aniversário com estilo, marcando três gols em uma única partida. E, ao final de sua primeira temporada como profissional, Park Chu-young havia somado um total de 12 gols pela liga e 6 gols pela copa, além de ter recebido o prêmio de revelação do ano.
Após mais duas temporadas na Coreia, foi contratado pelo Monaco, em 2008, e, desde então, vinha sendo titular no time francês. Porém, o rebaixamento do Monaco para a Ligue 2 acabou resultando em uma transferência para o Arsenal, no início da temporada 2011-12.
Após um ano e com pouquíssimo espaço no clube inglês, onde atuou apenas uma vez pela Premier League 2011-12, no dia 31 de agosto de 2012 foi acertado o seu empréstimo ao Celta de Vigo, da Espanha, por uma temporada.
Voltou ao Arsenal em 2013, mas em 2014 foi novamente emprestado, dessa vez para o Watford, time da segunda divisão inglesa.

### Seleção Coreana
Park chamou a atenção pela primeira vez no Campeonato Asiático de Juniores, em 2004, marcando dois gols na vitória de sua seleção sobre a República Popular da China, na final, em Kuala Lumpur, Malásia. Os torcedores coreanos presentes à partida ficaram admirados ao ver se livrar de quatro defensores chineses antes de marcar o gol que levou seu país ao segundo título consecutivo asiático de juniores.
Ao final do torneio, Park havia marcado seis dos onze gols da Coreia do Sul e foi escolhido o melhor jogador da competição. A Confederação Asiática de Futebol também o escolheu o melhor jogador jovem do ano.
Outra oportunidade de deixar sua marca veio em janeiro de 2005, em um torneio amistoso internacional com oito seleções, ocorrido no Catar. Marcou dois gols contra a China, seguido por mais três na vitória de sua equipe sobre a Ucrânia. Park anotou outros dois na semifinal contra a Argélia, antes de encontrar o caminho das redes mais duas vezes, na vitória da Coreia do Sul sobre o Japão, na final.
Convocado para um jogo das eliminatórias para a Copa do Mundo da FIFA fora de casa, contra o Uzbequistão, em junho de 2005, Park causou um impacto imediato. Faltando poucos segundos para sua seleção ser derrotada, o que a deixaria em maus lençóis na campanha nas eliminatórias, ele marcou um gol dramático no último minuto da partida. Apenas cinco dias depois, contra o Kuwait, o gol de Park aos 18 minutos de jogo furou a retranca adversária e preparou o caminho para uma vitória coreana por 4-0, assegurando sua vaga na Alemanha 2006.
Ele representou a Seleção Sul-Coreana de Futebol nas Olimpíadas de 2008.
Integrou os elencos que disputaram as Copas do Mundo de 2006 e 2010, onde foi autor de um gol-contra, o primeiro na derrota da Coreia do Sul para a Argentina por 4 a 1 na segunda partida da primeira fase.